# جيم إنهوف
جيمس ماونتاين «جيم» إنهوف (بالإنجليزية: Jim Inhofe)‏ (المولود بتاريخ 17 نوفمبر 1934)، سياسي أمريكي من أوكلاهوما. وهو عضو في الحزب الجمهوري، وشغل منصب أكبر سيناتور من ولاية أوكلاهوما حتى وفاته. يعتبر من أكبر المفندين والمشككين لقضية الاحترار العالمي في الكونغرس.

## روابط خارجية
- جيم إنهوف على موقع IMDb (الإنجليزية)
- جيم إنهوف على موقع الموسوعة البريطانية (الإنجليزية)
- جيم إنهوف على موقع إن إن دي بي (الإنجليزية)
- جيم إنهوف على موقع قاعدة بيانات الفيلم (الإنجليزية)